# Valérie Havard
Valérie Havard, née le 7 novembre 1877 à Meulan-en-Yvelines et morte le 27 août 1909 à Paris, est une peintre française.

## Biographie
Valérie Françoise Eugénie Havard est la fille d'Eugène Aimé Havard, marchand de meubles, et de Marie Constance Agathe Jouart.
Élève de Denis Bergeret, elle expose au Salon à partir de 1902.
Elle meurt célibataire à l'âge de 31 ans à son domicile du boulevard Pereire à Paris.
En 1920, sa tante et marraine publie une biographie de l'artiste peintre.

## Prix Valérie-Havard
Prix biennal de quatre cent cinquante francs, fondé en souvenir de Valérie Havard, peintre, membre la Société des Artistes Français.
Ce prix sera décerné par le Comité de peinture de la Société des artistes français à un peintre français (homme ou femme), non encore récompensé, qui exposera au Salon de l'année la meilleure nature morte.

### Lauréats
Liste non exhaustive des peintres récompensés :
- 1911 : Marie Coignet
- 1913 : Romulus Madet-Oswald
- 1920 : Gustave Corlin
- 1921 : Gaston Parison
- 1923 : Charles André Heulluy
- 1925 : Jean Aufort
- 1927 : Marie-Louise Richard
- 1929 : Odilon Lesur-Adrian
- 1931 : Camille Alphonsine Ferré
- 1933 : Germaine Marcel-Béronneau
- 1935 : Pierre Sellier
- 1937 : Paul Natter
- 1939 : Yvonne-Sophie Blanchon
- 1941 : Pierre Jouffroy
- 1943 : Édith Faucon
- 1945 : Suzanne Maillart-Boulanger
- 1947 : Jean Émile Podevin
- 1967 : Jean-Pierre Pophillat